# Алгоритм Гровера

Алгоритм Гровера

Алгоритм Гровера (также GSA от англ. Grover search algorithm) — квантовый алгоритм решения задачи перебора, то есть нахождения решения уравнения
{\displaystyle (1)\qquad f(x)=1,}
где {\displaystyle f} есть булева функция от n переменных. Был предложен американским математиком Ловом Гровером в 1996 году.
Предполагается, что функция {\displaystyle f} задана в виде чёрного ящика, или оракула, то есть в ходе решения можно задавать оракулу только вопрос типа: «чему равна {\displaystyle f} на данном {\displaystyle x}?», и использовать ответ в дальнейших вычислениях. То есть, задача решения уравнения (1) является общей формой задачи перебора: здесь требуется отыскать «пароль к устройству {\displaystyle f}», что классически требует полного перебора всех {\displaystyle N=2^{n}} вариантов.
Алгоритм Гровера находит какой-нибудь корень уравнения, используя {\displaystyle {\frac {\pi }{4}}{\sqrt {N}}} обращений к функции {\displaystyle f}, с использованием {\displaystyle O(n)} кубитов.
Смысл алгоритма Гровера состоит в «усилении амплитуды» целевого состояния за счёт убывания амплитуды всех других состояний. Геометрически алгоритм Гровера заключается во вращении текущего вектора состояния квантового компьютера по направлению точно к целевому состоянию (движение по наикратчайшему пути обеспечивает оптимальность алгоритма Гровера). Каждый шаг дает вращение на угол {\displaystyle 2\alpha }, где угол между {\displaystyle I_{\tilde {0}}} и {\displaystyle I_{x_{tar}}} составляет {\displaystyle \pi /2-\alpha }.
Дальнейшее продолжение итераций оператора G даст продолжение обхода окружности в вещественной плоскости, порождённой данными векторами.
Гроверовское «усиление амплитуды» является, по-видимому, фундаментальным физическим феноменом в квантовой теории многих тел. Например, его учёт необходим для оценки вероятностей событий, которые кажутся «редкими». Процесс, реализующий схему алгоритма Гровера, приводит к взрывному росту первоначально пренебрежимо малой амплитуды, что способно быстро довести её до реально наблюдаемых величин.
Алгоритм Гровера также может быть использован для нахождения медианы и среднего арифметического числового ряда. Кроме того, он может применяться для решения NP-полных задач путём исчерпывающего поиска среди множества возможных решений. Это может повлечь значительный прирост скорости по сравнению с классическими алгоритмами, хотя и не предоставляя «полиномиального решения» в общем виде.

## Описание
Пусть {\displaystyle I_{a}} есть унитарный оператор, зеркально отражающий гильбертово пространство относительно гиперплоскости, перпендикулярной вектору {\displaystyle a}, {\displaystyle |x_{tar}\rangle } — состояние, соответствующее корню уравнения (1), {\displaystyle |{\tilde {0}}\rangle ={\frac {1}{\sqrt {N}}}\sum \limits _{j}|j\rangle } — равномерная суперпозиция всех состояний.
Алгоритм Гровера состоит в применении оператора {\displaystyle G=-I_{\tilde {0}}I_{x_{tar}}} к состоянию {\displaystyle |{\tilde {0}}\rangle } число раз, равное целой части {\displaystyle \pi {\sqrt {N}}/4}. Результат будет почти совпадать с состоянием {\displaystyle |x_{tar}\rangle }.
Измерив полученное состояние, получаем ответ с вероятностью, близкой к единице.

### Замечания
Предположим, уравнение (1) имеет {\displaystyle l} корней.
Классический алгоритм решения такой задачи (линейный поиск), очевидно, требует {\displaystyle O({\tfrac {N}{l}})} обращений к {\displaystyle f} для того, чтобы решить задачу с вероятностью {\displaystyle {\tfrac {1}{2}}}.
Алгоритм Гровера позволяет решить задачу поиска за время {\displaystyle O({\sqrt {\tfrac {N}{l}}})}, то есть порядка квадратного корня из классического, что является огромным ускорением.
Доказано, что алгоритм Гровера является оптимальным в следующих отношениях:
- Константу {\displaystyle {\tfrac {\pi }{4}}} нельзя улучшить[3].
- Большего квантового ускорения, чем квадратичное, нельзя получить[4].

Алгоритм Гровера есть пример массовой задачи, зависящей от оракула. Для более частных задач удаётся получить большее квантовое ускорение. Например, алгоритм факторизации Шора даёт экспоненциальный выигрыш по сравнению с соответствующими классическими алгоритмами.
То, что f задана в виде чёрного ящика, никак не влияет в общем случае на сложность как квантовых, так и классических алгоритмов. Знание «устройства» функции f (например, знание задающей её схемы из функциональных элементов) в общем случае никак не может помочь в решении уравнения (1). Поиск в базе данных соотносится с обращением функции, которая принимает определённое значение, если аргумент x соответствует искомой записи в базе данных.

## Алгоритмы, использующие схему Гровера
- Алгоритм поиска экстремума целочисленной функции (P. Hoyer и др.). Ищется наибольшее значение функции {\displaystyle f\colon \{0,1\}^{n}\rightarrow \{0,1\}^{n}}. Квантовый алгоритм находит максимум за {\displaystyle O({\sqrt {N}})} обращений к f.
- Алгоритм структурного поиска (Farhi, Gutman). Ищется решение уравнения (1) при дополнительном условии {\displaystyle g(x_{1})=1}, где {\displaystyle x=x_{1}x_{2}} разбиение строки {\displaystyle x} на две строки одинаковой длины. Алгоритм имеет сложность порядка квадратного корня из классического времени.
- Алгоритм поиска совпадающих строк в базе данных (Амбайнис). Ищется пара разных аргументов {\displaystyle x_{1}\neq x_{2}}, на которых функция {\displaystyle f\colon \{0,1\}^{n}\rightarrow \{0,1\}^{n}} принимает одно и то же значение. Алгоритм требует {\displaystyle O(N^{3/4})} обращений к f.

## Вариации и обобщения
Непрерывные версии алгоритма Гровера
- Пусть гамильтониан квантовой системы имеет вид {\displaystyle H=H_{1}+H_{2}}, где {\displaystyle \exp(iH_{1})} и {\displaystyle \exp(iH_{2})} представляют собой операторы {\displaystyle I_{\tilde {0}}} и {\displaystyle I_{x_{tar}}} соответственно. Тогда непрерывная унитарная эволюция с гамильтонианом {\displaystyle H}, стартуя с {\displaystyle |{\tilde {0}}\rangle }, естественно приводит к {\displaystyle |x_{tar}\rangle }. Сложность такого непрерывного аналога алгоритма Гровера точно та же, что и для дискретного случая.
- Адиабатический вариант алгоритма Гровера. Медленная эволюция основного состояния типа {\displaystyle |{\tilde {0}}\rangle } под действием гамильтониана, зависящего от f, согласно адиабатической теореме, за время порядка {\displaystyle {\sqrt {N}}} ведет к состоянию {\displaystyle |x_{tar}\rangle }.